# Brúcteros
Los brúcteros eran una tribu germánica ubicada en el noroeste de la actual Alemania, entre los ríos Lippe y Ems al sur del bosque Teutónico, actualmente norte de Renania del Norte-Westfalia, entre los años 100 a. C. y 350.

Mapa de las tribus germanas cerca del año 50.

Formaron parte de una alianza con los queruscos, marsos, catos, sicambrios y caucos, bajo el liderazgo de Arminio, quien derrotó al general romano Publio Quintilio Varo y aniquiló sus tres legiones en la batalla del bosque de Teutoburgo en 9, combatiendo además las expediciones de castigo de Germánico.
En el año 14 el general Lucio Estertinio les atacó y arrasó sus tierras, recuperando el estandarte de la Legio XIX. Los brúcteros permanecieron independientes y apoyaron la rebelión de los bátavos. Terminaron por ser absorbidos por los francos ripuarios.